# 40e parallèle sud
Pour les articles homonymes, voir 40e parallèle.
En géographie, le 40e parallèle sud est le parallèle joignant les points de la surface de la Terre dont la latitude est égale à 40° sud.

## Géographie

### Dimensions
Dans le système géodésique WGS 84, au niveau de 40° de latitude sud, un degré de longitude équivaut à 85,394 km ; la longueur totale du parallèle est donc de 30 742 km, soit environ 77 % de celle de l'équateur. Il en est distant de 4 430 km et il est à  5 572 km,du pôle Sud.

### Régions traversées
Le 40e parallèle sud passe au-dessus des océans sur environ 96 % de sa longueur.
Le tableau ci-dessous résume les différentes zones traversées par le parallèle, d'ouest en est :
| Zone                           | Début                 | Fin                   | Longueur (km) |
| ------------------------------ | --------------------- | --------------------- | ------------- |
| Océans Atlantique et Indien    | 40° 00′ S, 62° 20′ O  | 40° 00′ S, 143° 53′ E | 17 610        |
| King Island                    | 40° 00′ S, 143° 53′ E | 40° 00′ S, 144° 07′ E | 20            |
| Détroit de Bass                | 40° 00′ S, 144° 07′ E | 40° 00′ S, 147° 53′ E | 322           |
| Flinders Island                | 40° 00′ S, 147° 53′ E | 40° 00′ S, 148° 17′ E | 34            |
| Océan Pacifique                | 40° 00′ S, 148° 17′ E | 40° 00′ S, 175° 04′ E | 2 287         |
| Île du Nord (Nouvelle-Zélande) | 40° 00′ S, 175° 04′ E | 40° 00′ S, 176° 54′ E | 157           |
| Océan Pacifique                | 40° 00′ S, 176° 54′ E | 40° 00′ S, 73° 43′ O  | 9 341         |
| Amérique du Sud                | 40° 00′ S, 73° 43′ O  | 40° 00′ S, 62° 20′ O  | 972           |

## Villes
Les principales villes situées à moins d'un demi-degré de part et d'autre du parallèle sont :
- Argentine : General Conesa, Junín de los Andes, San Martín de los Andes
- Nouvelle-Zélande : Hastings, Napier, Palmerston North, Wanganui